# Natura morta II
Natura morta II és una escultura de ferro retallat, forjat i soldat realitzada per Juli González cap al 1929 i que actualment forma part de la col·lecció permanent del Museu Nacional d'Art de Catalunya (MNAC) de Barcelona.

## Autor
Juli González fou pintor i escultor, fill de joiers, va esdevenir el principal escultor en ferro del període d'entreguerres. És reconegut com un dels pocs artistes imprescindibles per entendre l'evolució de l'escultura del segle xx.
Després de treballs en orfebreria, pintura, dibuix i escultura en bronze, no se sap exactament quan va deixar de banda el seu interès per la pintura, ni tan sols se sap si va existir aquest moment. El cert és que en totes les exposicions en les que va participar en la primera meitat de la dècada de 1920 (concretament l'any 1926) va seguir presentant pintura. Tot i això, en aquells anys el seu catàleg d'obres comença a poblar-se insistentment de relleus metàl·lics de caràcter més modernista. I és cap als voltants de 1927 que va fer un gran salt i començà a dedicar-se exclusivament als treballs escultòrics en ferro, als quals aplicà com a innovació la soldadura autògena.
González semblava sentir-se segur traslladant a la superfície plana i llisa de la planxa metàl·lica el repertori temàtic habitual de la seva pintura i dels seus dibuixos. De mica en mica i cada vegada més prenia nota del que passava al seu entorn en el terreny artístic i en els seus treballs va introduir el llenguatge constructiu del cubisme. D'aquesta manera les formes naturals s'anaren transformant en formes més abstractes i experimentals en les quals la valoració de l'espai i el buit esdevingué gradualment tema d'experimentació.

## Descripció
Decidit a seguir explorant el buit, amb Natura morta II, un tour de force en aquest afany. En aquesta peça, de patent filiació purista i en la que González juga sàviament a col·locar els objectes en l'espai, el buit opera a dos nivells significants: d'una banda, s'encarrega de representar la il·lusió de la profunditat en el pla (la silueta retallada del fruiter); de l'altra, té la capacitat de ser (botella): aquí l'absència es converteix en presència per l'art de la representació. L'obra mostra la seva capacitat de combinar la matèria i el buit i per extreure insospitades possibilitats expressives d'una simple planxa de ferro. L'obra es troba exposada a les Sales d'Art Modern del MNAC, al primer pis.

## Exposicions
- Juli González. Retrospectiva 28 d'octubre 2008 – 25 gener 2009. Museu Nacional d'Art de Catalunya (MNAC)
- Julio González. Retrospectiva 11 de març – 1 de juny 2009. Museo Nacional Centro de Arte Reina Sofía (MNCARS)